# قائمة البعثات الدبلوماسية في تركمانستان

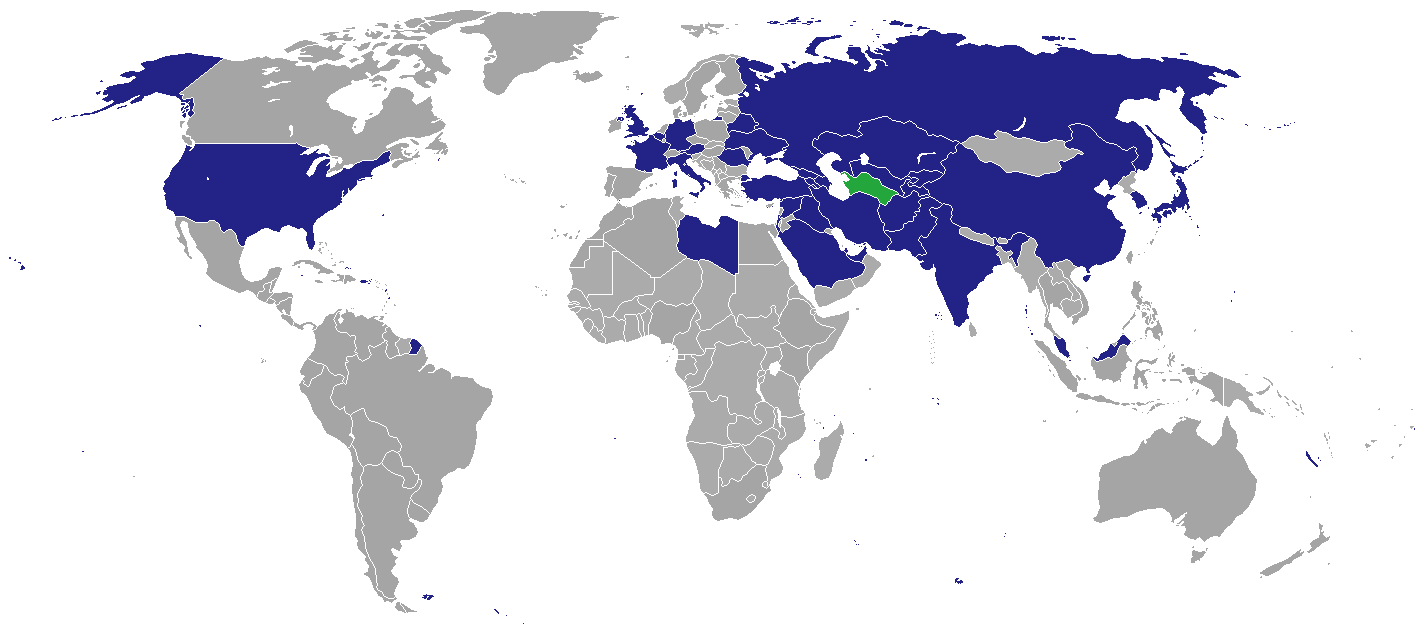
خريطة البعثات الدبلوماسية في تركمانستان

هذه قائمة بالبعثات الدبلوماسية في تركمانستان. تستضيف العاصمة عشق آباد حالياً 30 سفارة.

## سفارات

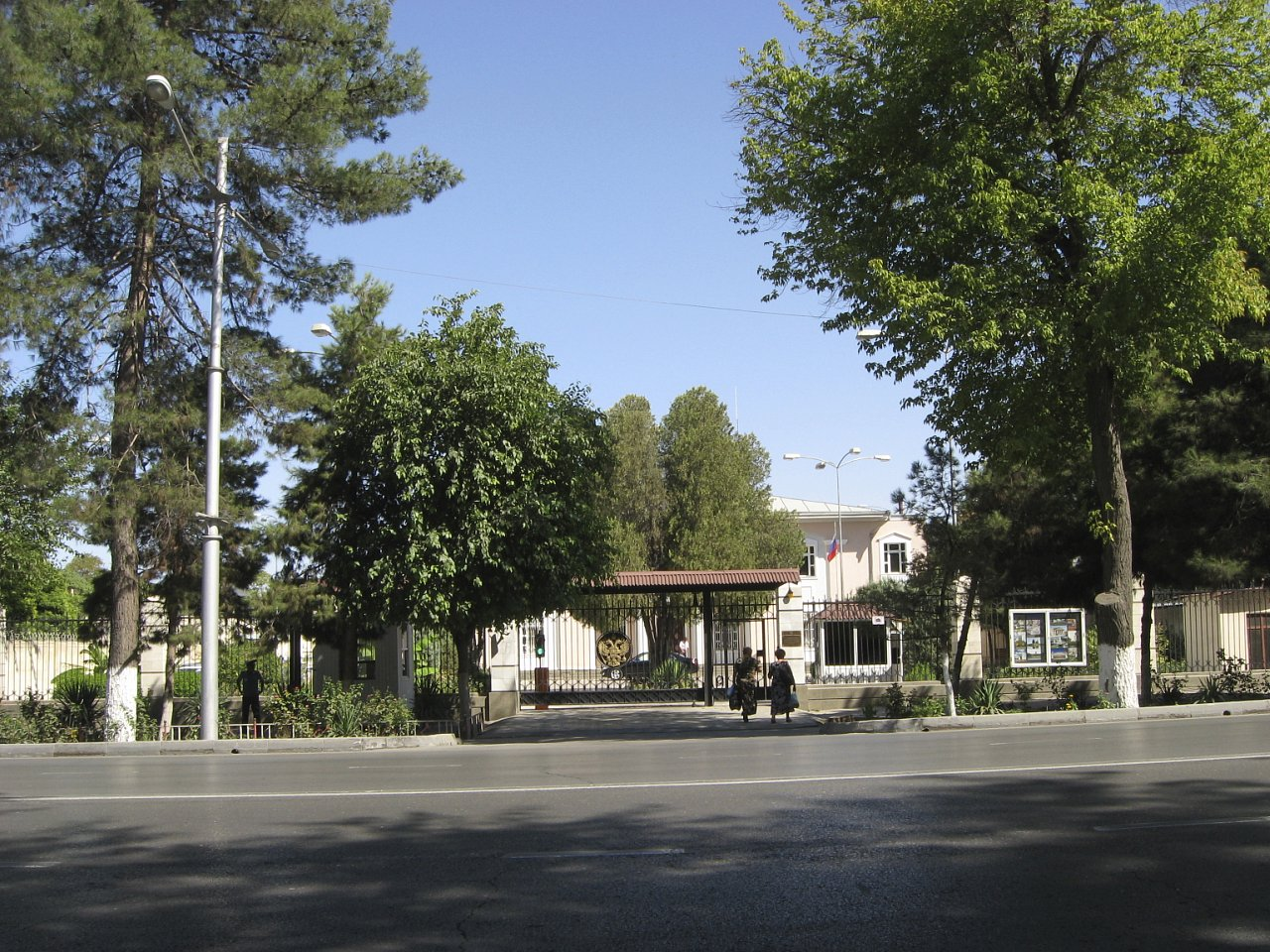
السفارة الروسية في عشق آباد

عشق آباد
| - أفغانستان - أرمينيا - أذربيجان - بيلاروس - الصين - فرنسا - جورجيا - ألمانيا - الكرسي الرسولي - الهند - إيران - إسرائيل - إيطاليا - اليابان - كازاخستان | - كوريا الجنوبية - قرغيزستان - ليبيا - ماليزيا - باكستان - رومانيا - روسيا - السعودية - طاجيكستان - تركيا - أوكرانيا - الإمارات العربية المتحدة - المملكة المتحدة - الولايات المتحدة - أوزبكستان |

## قنصليات
- إيران (مرو)
- روسيا (تركمانباشي)
- هولندا (عشق آباد)

## سفارات غير مقيمة
| - الأرجنتين (موسكو) - أستراليا (موسكو) - النمسا (أستانا) - بلجيكا (أنقرة) - البوسنة والهرسك (طهران) - البرازيل (أستانا) - بلغاريا (أستانا) - كندا (أنقرة) - كرواتيا (أنقرة) - كوبا (باكو) - قبرص (موسكو) - جمهورية التشيك (طشقند) - الدنمارك (موسكو) - إستونيا (أستانا) - فنلندا (هلسنكي) - اليونان (موسكو) - غواتيمالا (نيويورك) - المجر (طهران) - آيسلندا (موسكو) - إندونيسيا (طهران) - جمهورية أيرلندا (موسكو) - لاتفيا (طشقند) | - ليتوانيا (باكو) - مالطا (فاليتا) - المكسيك (أنقرة) - مولدوفا (كييف) - هولندا (موسكو) - نيوزيلندا (موسكو) - النرويج (أستانا) - فلسطين (طشقند) - بولندا (باكو) - البرتغال (أنقرة) - قطر (طهران) - صربيا (موسكو) - سلوفاكيا (طشقند) - سلوفينيا (موسكو) - جنوب إفريقيا (أستانا) - إسبانيا (موسكو) - سريلانكا (طهران) - السويد (ستوكهولم) - سويسرا (باكو) - تايلاند (أنقرة) - فنزويلا (طهران) |

## روابط خارجية
- Missions in Turkmenistan نسخة محفوظة 15 أغسطس 2007 على موقع واي باك مشين. (موقع السفارة الأمريكية في تركمانستان)